# Colocatie
Onder colocatie (lees: co-locatie) verstaat men het gezamenlijk (co) gebruiken van een locatie. Een voorbeeld is samenwerken in een projectruimte van projectmedewerkers, omdat het de onderlinge communicatie sterk bevordert, een belangrijk kenmerk van agile-softwareontwikkeling. 
Een ander voorbeeld is het plaatsen van 'eigen' apparatuur in een serverruimte van een provider, bijvoorbeeld bij een telefoon- of internetprovider. 
Tevens is deze serverruimte (datacentrum) vaak voorzien van moderne koeltechnieken, noodstroomvoorziening en beveiliging. Op deze manier kan men beschikken over allerlei voordelen die anders vaak te duur zijn.
Ook kan men bij colocatie vaak gebruikmaken van een supersnel en redundant netwerk. Het doel van colocatie is 100% uptime te garanderen voor alle serverapparatuur die aanwezig is.
Bij internetproviders bestaat een colocatie-machine vaak uit precies die apparatuur om de websites van één klant te draaien, bijvoorbeeld een LAMP-server.